# Нинтендо
„Нинтендо“ (на японски: 任天堂) е компания в Киото, Япония за производство на електроника и компютърни игри, най-големият производител на игрални конзоли в света.
Предприятието е основано през 1889 година. Първоначално произвежда традиционните японски карти ханафуда. През 1960-те години под ръководството на Хироши Ямаучи се преориентира към производството на видеоигри и електронни устройства за тяхното използване. Водеща компания в този сектор от самото му възникване, „Нинтендо“ оказва силно влияние върху неговото развитие.